# 청자 상감연지원앙문 정병
청자 상감 연지원앙문 정병(靑磁 象嵌蓮池鴛鴦文 淨甁)은 대한민국 서울특별시에 있는 연꽃 가지와 원앙 무늬를 상감 기법으로 새겨 넣은, 고려청자 정병(淨甁)이다. 8각으로 된 기품 있는 주구가 병목 위에 수직으로 세워져 있고 주둥이는 둥근 어깨 한쪽에 붙어 있다. 이 주둥이로는 물을 붓고, 긴 주구로 물을 따르게 되어 사용된다. 문양은 백상감으로 몸통 양면에 한 폭의 그림처럼 버드나무와 갈대 연꽃과 노니는 1쌍의 원앙새를 배치해 나타내고 있다. 병목에는 앞뒤 양면에 모란꽃을 한 그루씩 상감했고, 병목의 가장자리에는 여의두문대를 돌리고 있다. 유색은 맑은 담녹색의 비색유로 전면에 곱게 시유 되었으며, 은은한 광택이 나있다.
1962년 12월 20일 대한민국의 국보 제66호로 지정되었다.

## 개요
고려시대의 청자 정병으로 높이 37.2㎝, 밑지름 8.9㎝, 입지름1.5cm의 크기이다. 원래 정병은 불교에서 모든 악을 씻어 버리는 의식에서 사용하던 용기의 하나로 중국을 거쳐 전해진 서방(西方) 양식이었으나, 고려에 와서 가장 세련되게 나타나게 되었다.
이 작품은 이러한 유물 중에서도 뛰어난 걸작으로 청아한 담록색 계통의 비취색 유약에 백토(白土) 상감만으로 새겨진 버드나무와 갈대, 연꽃, 원앙새 1쌍을 회화적으로 배치해 놓고 있다. 병 목에는 앞뒤 양면에 모란꽃을 하나씩 상감했다. 물을 따르는 부리는 8각으로 기품있게 만들어 병 목 위에 수직으로 세워 놓았다. 물을 넣는 아가리는 둥근 어깨 한쪽에 아담하게 붙어 있는데, 원래 뚜껑이 있었으나 없어진 상태이다.  
대체로 이른 시기의 상감청자는 유약이나 바탕흙이 매우 정선되어 있고, 청아한 비취색 유약이 세련미를 보여주는 것이 특색인데, 이러한 바탕 위에 상감무늬가 곁들여졌던 만큼 한층 더 장식 효과를 높일 수 있었다. 이 정병 또한 이러한 이른 시기의 상감청자로 매우 정제되고 세련된 양식을 보여주고 있다.